# Chłopi (film 1922)
Chłopi – polski film obyczajowy z 1922 roku w reżyserii Eugeniusza Modzelewskiego, będący ekranizacją powieści Władysława Reymonta. Film został zrealizowany przy udziale samego autora literackiego pierwowzoru. Nie zachował się do dziś.

## Obsada
- Mieczysław Frenkiel – Maciej Boryna
- Henryk Rydzewski – Antek Boryna
- Anna Belina – Hanka, żona Antka
- Maria Merita – Jagna
- Bolesław Mierzejewski – syn organiściny
- Marian Palewicz – kowal Michał, zięć Macieja Boryny
- Janina Adwentowiczowa – matka Jagny
- Piotr Hryniewicz
- Antonina Kamińska